# Ptomain
A ptomainok – más néven hullamérgek (a görög ptoma = hulla szóból) – rothadó fehérjékből keletkeznek bakteriális bomlás során. Az állati vagy emberi tetemek bomlásakor jelentkező kellemetlen szagért elsősorban ezek felelősek. Régebben a kadaverint és a putreszcint nevezték ptomainnak, ezekről azonban kiderült, hogy csak kevéssé mérgezőek. Manapság általában ptomainoknak nevezik a rothadási baktériumok mérgező hatású anyagcseretermékeit (például neurin).